# Dietrich Ebner
Dietrich Ebner (Linz, 26 de junio de 1940) es un deportista austríaco que compitió en remo.
Ganó dos medallas en el Campeonato Mundial de Remo, bronce en 1962 y plata en 1966, y una medalla de plata en el Campeonato Europeo de Remo de 1965.

## Palmarés internacional
| Campeonato Mundial | Campeonato Mundial | Campeonato Mundial | Campeonato Mundial |
| Año                | Lugar              | Medalla            | Prueba             |
| ------------------ | ------------------ | ------------------ | ------------------ |
| 1962               | Lucerna (Suiza)    | Medalla de bronce  | Cuatro sin timonel |
| 1966               | Bled (Yugoslavia)  | Medalla de plata   | Dos sin timonel    |
| Campeonato Europeo |                    |                    |                    |
| Año                | Lugar              | Medalla            | Prueba             |
| 1965               | Duisburgo (RFA)    | Medalla de plata   | Dos sin timonel    |